# Pteropsaron natalensis
Pteropsaron natalensis är en fiskart som först beskrevs av Nelson 1982.  Pteropsaron natalensis ingår i släktet Pteropsaron och familjen Percophidae. Inga underarter finns listade i Catalogue of Life.